# Département de l'Assemblée générale et de la gestion des conférences
La principale fonction du Département de l'Assemblée générale et de la gestion des conférences est de fournir tous les services nécessaires aux organes et États membres pour le bon déroulement des réunions. Le Département est dirigé par Catherine Pollard du Guyana.